# Coupe de France féminine de handball 1992-1993
Navigation
1991-1992 1993-1994
La coupe de France 1992-1993 est la 6e édition de la coupe de France féminine de handball.
Le USM Gagny 93, tenant du titre, remporte son 3e titre aux dépens de l'ASPTT Metz.

## Résultats

### Phase de poules
Les vainqueurs de chaque tournoi est qualifié pour les demi-finales.

#### Poule 1
| Journée 1 - Strasbourg 15-15 Besançon - Besançon 10-17 Gagny - Strasbourg 17-16 Gagny Journée 2 - Besançon 17-16 Strasbourg - Strasbourg 12-18 Gagny - Besançon 8-19 Gagny | Journée 3 - équipe 1 ??-?? équipe 2 - équipe 2 ??-?? équipe 3 - équipe 1 ??-?? équipe 3 Classement final 1. USM Gagny 93 10 pts 2. ASPTT Strasbourg 7 pts (-6) 3. ES Besançon 7 pts (-17) |

#### Poule 2
| Journée 1 - ASPOM Bègles 11-18 Metz - Metz 21-13 Stade français - ASPOM Bègles 14-14 Stade français Journée 2 - Stade français l4-18 Metz - Metz 21-15 ASPOM Bègles - Stade français 20-14 ASPOM Bègles | Journée 3 - équipe 1 ??-?? équipe 2 - équipe 2 ??-?? équipe 3 - équipe 1 ??-?? équipe 3 Classement final 1. ASPTT Metz-Marly : 12 pts 2. Stade français Issy-les-Moulineaux : 7 pts 3. Entente CA Béglais - ASPOM Bègles : 5 pts |

#### Poule 3
| Journée 1 - Bouillargues 15-21 Dijon - Dijon 19-10 Décines - Bouillargues 14-13 Décines Journée 2 - Décines 15-21 Dijon - Dijon 18-13 Bouillargues - Décines 13-17 Bouillargues | Journée 3 - équipe 1 ??-?? équipe 2 - équipe 2 ??-?? équipe 3 - équipe 1 ??-?? équipe 3 Classement final 1. CSL Dijon : 12 pts 2. AL Bouillargues : 8 pts 3. CS Décines Handball : 4 pts ; |

#### Poule 4
| Journée 1 - Mérignac 15-18 Vaulx-en-Velin - Vaulx-en-Velin 12-15 Béthune - Mérignac 23-19 Béthune Journée 2 - Béthune 13-14 Mérignac - Mérignac 18-19 Vaulx-en-Velin - Béthune 13-13 Vaulx-en-Velin | Journée 3 - équipe 1 ??-?? équipe 2 - équipe 2 ??-?? équipe 3 - équipe 1 ??-?? équipe 3 Classement final 1. ASUL Vaulx-en-Velin : 9 pts 2. SA Mérignacais : 8 pts 3. Stade béthunois BL : 7 pts. |

### Demi-finales
Les résultats des demi-finales sont :
| Club recevant       | Score   | Club visiteur    |
| ------------------- | ------- | ---------------- |
| CSL Dijon           | 20 – 21 | ASPTT Metz-Marly |
| ASUL Vaulx-en-Velin | 20 – 25 | USM Gagny 93     |

### Finale
C'est après prolongations que l'USM Gagny 93 a une nouvelle fois inscrit son nom au palmarès de la Coupe de France. Emmenées par une super Carolle Démocrite, les Gabiniennes, ont dû néanmoins compter jusqu'au bout avec des Messines courageuses... à l'image d'Irina Popova, Zita Galić et Sophie Remiatte. Gagny, battu en championnat par son rival d'un jour, tenait absolument à prendre sa revanche en finale de cette Coupe de France qui a tenu toutes ses promesses. Dans les ultimes secondes, Mézuela Servier et Valérie Sartorio offraient à leurs couleurs une victoire somme toute logique :
| | USM Gagny 93 | 19-15 (ap) | ASPTT Metz-Marly | Saint-Michel-sur-Orge Affluence : 500 Arbitrage : Lux et Lelarge |
| Carolle Démocrite (5) Svetlana Mugoša-Antić (4) Mézuela Servier (4) Valérie Sartorio (3) Sandra Erndt (2 dont 1 p.) Isabelle Alexandre (1) Christelle Marchand (0) Nathalie Poulet (GB) | (8-6, 14-14) | Zita Galić (9 dont 6 p.) Fabienne Djitli (2) Sophie Remiatte (2) Florence Sauval (1) Sophie Hugard (1) Irina Popova (GB). |                  | Saint-Michel-sur-Orge Affluence : 500 Arbitrage : Lux et Lelarge |
| Prol. : 5-1 |              | |                  | Saint-Michel-sur-Orge Affluence : 500 Arbitrage : Lux et Lelarge |
| | Rapport      | |                  | Saint-Michel-sur-Orge Affluence : 500 Arbitrage : Lux et Lelarge |

## Vainqueur
| Vainqueur de la Coupe de France 1992-1993 USM Gagny 93 3e victoire |